# Dušan Mravljak
Dušan Mravljak - Mrož, slovenski partizan in narodni heroj, * 21. februar 1914, Šoštanj, † 8. januar 1943, Osankarica (padel v boju).
Politično se je Dušan Mravljak aktiviral že pred drugo svetovno vojno, zaradi česar so ga varnostni organi Kraljevine Jugoslavije 30. novembra 1939 aretirali. Skupaj z Bibo Röckom so ga odpeljali v zapor v Šoštanj, od tam pa v Slovenj Gradec. Oba sta bila obtožena komunistične propagande, vendar so ju kmalu izpustili. 
Med drugo svetovno vojno je bil Dušan Mravljak zdravnik in borec Pohorskega  bataljona. Padel je v boju z nemškimi enotami 8. januarja leta 1943 na Osankarici na Pohorju, ko je bil Pohorski bataljon uničen do zadnjega moža.